# LaVelle Smith Jr
LaVelle Smith Jr (Louisville) è un coreografo, ballerino e regista statunitense.
Conosciuto per il suo contributo nelle performance live e nei video musicali di artisti come Michael Jackson, Janet Jackson, Rolling Stones, George Michael, Rihanna e Beyoncé Knowles, Smith ha vinto cinque volte il premio alla Miglior Coreografia agli MTV Video Music Awards.

## Biografia

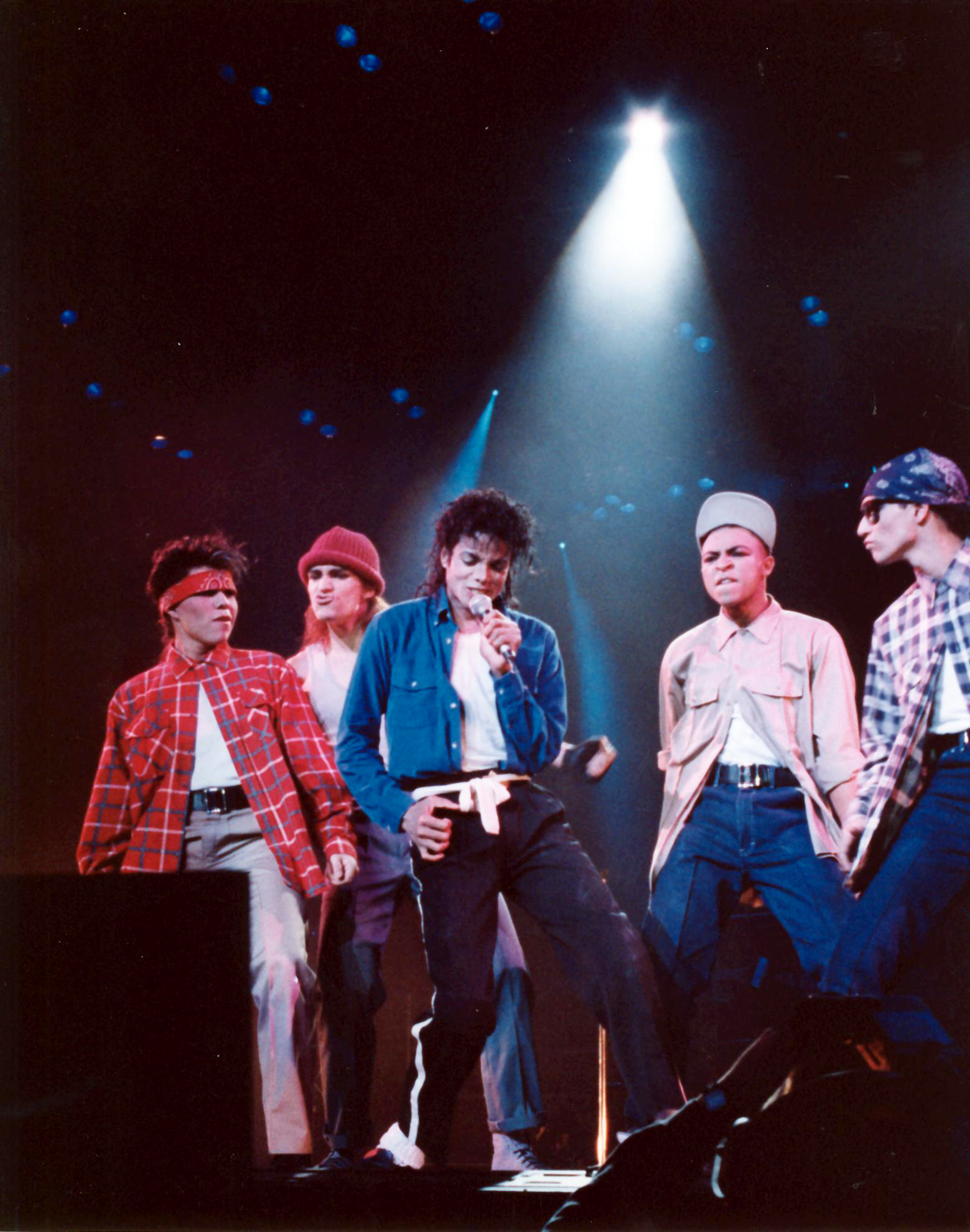
LaVelle Smith Jr. (il ragazzo col cappellino grigio alla sinistra di Michael Jackson) sul palco del Bad World Tour nel 1988.

Nato a Louisville nel Kentucky, l'intenzione originaria di Smith era quella di fare carriera nella recitazione e partecipò ad un'audizione alla Youth Performing Arts. L'audizione fallì e Smith considerò l'opzione di studiare danza. Laureatosi all'YPAS nel 1983, Smith si trasferì a Chicago e fu assunto da Gus Giordano nella troupe di ballo Giordano Jazz Dance Chicago.  Non contento dello stipendio, Smith fece numerosi provini per altre parti, affrontando spesso il pregiudizio etnico: «Quando questo accade, realizzi di dover essere addirittura migliore o di doverti trasferire a Los Angeles, dove lì non importa.» disse in seguito.  Venne poi notato dalla star Michael Jackson e ottenne da lui un lavoro di ballerino e, in seguito, di co-coreografo col Re Del Pop. Smith apparve per la prima volta al fianco di Jackson come ballerino nei videoclip delle canzoni The Way You Make Me Feel, del 1987, e Smooth Criminal, girato lo stesso anno ma mostrato nel 1988, in seguito ha lavorato ai tre tour da solista di Jackson, Bad World Tour, Dangerous World Tour e HIStory World Tour. Ha lavorato come co-coreografo anche nel cortometraggio Michael Jackson's Ghosts, del 1996, e per il musical Thriller - Live. Smith ha anche collaborato al Rhythm Nation 1814 Tour di Janet Jackson, per la quale apparì anche in alcuni video tra i quali quelli delle canzoni Miss You Much e Rhythm Nation.
Smith ha inoltre collaborato ai tour di concerti dei Rolling Stones, Diana Ross e collaborò anche con Victoria Beckham dopo che lei si separò dalle Spice Girls.

## Vita privata
Si trasferì da Los Angeles a Louisville nel 2001, perché stanco dello stile di vita pieno di costose feste della città.  Nel tempo libero, a Smith piace ispirare gli altri a inseguire i propri sogni e tiene una lezione di danza gratuita alla Home of the Innocents.

## Premi e riconoscimenti
- 1992, 1993, 1994, 1995, 2003: MTV Award alla Miglior Coreografia
- 2004: MTV Award alla Miglior Coreografia (nomination)
- 1996: Emmy Award come Outstanding achievement in Choreography
- 1996 Bob Fosse Award come Outstanding achievement in Choreography
- 1997: Bob Fosse Award alla Miglior coreografia
- 1994: Miller Hall of Greats Award come Outstanding Contribution to the Music Industry
- 1992: Music video Producers Association Award alla Miglior coreografia
- 1999: Michael Jackson Day Fan Club Award come Outstanding Contribution per Michael Jackson’s Ghost’s